# MGM HD
MGM HD – pierwszy polski kanał filmowy w standardzie High Definition oraz pierwszy na świecie kanał MGM HD. Stacja rozpoczęła nadawanie 7 grudnia 2006 roku. Dostępna była na platformie cyfrowej n oraz w sieciach kablowych.

## Historia
16 listopada 2006 roku wiceprezes MGM Networks Bruce Tuchman i prezes ITI Neovision Maciej Sojka poinformowali na konferencji prasowej w Warszawie o planach uruchomienia lokalnej wersji MGM Channel nadającej programy w jakości high definition. 6 grudnia rozpoczął się testowy przekaz sygnału stacji. Kanał wystartował 7 grudnia 2006 roku.
12 grudnia 2006 roku brytyjski regulator medialny Ofcom wydał licencję na satelitarną transmisję kanału MGM HD. W kwietniu 2016 r. AMC Networks International nabyła od ITI Neovision mniejszościowy pakiet udziałów w spółce MGM Channel Poland Limited, stając się jej jedynym właścicielem.
6 maja 2016 r. MGM HD został zastąpiony przez kanał AMC HD.

## Ramówka
Kanał korzystał z obszernych zbiorów wytwórni Metro-Goldwyn-Mayer, Samuel Goldwyn, Orion Pictures oraz United Artists. Stacja prezentowała głównie filmy z lat 80. i 90. XX wieku.
W ramówce stacji pojawiały się między innymi filmy Woody'ego Allena, Briana DePalmy, Spike'a Lee, Stanleya Kubricka, Ingmara Bergmana, Federico Felliniego i Roberta Altmana, w których wystąpiły największe gwiazdy kina, takie jak Robert De Niro, Jane Fonda, Jodie Foster, Gene Hackman, Steve McQueen, czy Reese Witherspoon.

## Technologia
Wszystkie filmy nadawane były z dźwiękiem Dolby Digital 5.1 lub 2.1, w polskiej i oryginalnej wersji językowej. Od 2007 roku, przy wybranych pozycjach, istniała możliwość wyboru polskich napisów.